# 3ª Divisione d'assalto
La 3ª Divisione d'assalto, in cirillico Трећа ударна дивизија, in serbo-croato Treća udarna divizija, è stata una formazione militare dell'Esercito Popolare di Liberazione della Jugoslavia che venne costituita il 9 novembre 1942 nella regione della Craina bosniaca.
La grande unità, composta in maggioranza da partigiani montenegrini, prese parte ad alcune delle più importanti battaglie combattute dai partigiani jugoslavi durante seconda guerra mondiale sul fronte jugoslavo contro gli eserciti dell'Asse e i collaborazionisti cetnici e ustaša, distinguendosi nella battaglia della Sutjeska dove, rimasta accerchiata, subì fortissime perdite.

## Storia
La 3ª Divisione d'assalto venne costituita, per ordine del Comando supremo dell'Esercito popolare di Tito, il 9 novembre 1942, raggruppando la 5ª Brigata proletaria montenegrina, la 10ª Brigata erzegovese e la 1ª Brigata dalmata; la nuova grande unità venne formata a Tičevo, nella Craina bosniaca dove erano concentrate le formazioni mobili partigiane, e posta al comando del capo montenegrino Pero Cetković, distintosi in Montenegro al comando dei distaccamenti di Pljevlja e del Durmitor. La nuova divisione, che al momento della sua costituizione era formata da circa 3.000-4.000 partigiani uomini e donne, si sarebbe dimostrata una delle unità migliori dell'Esercito popolare di liberazione.

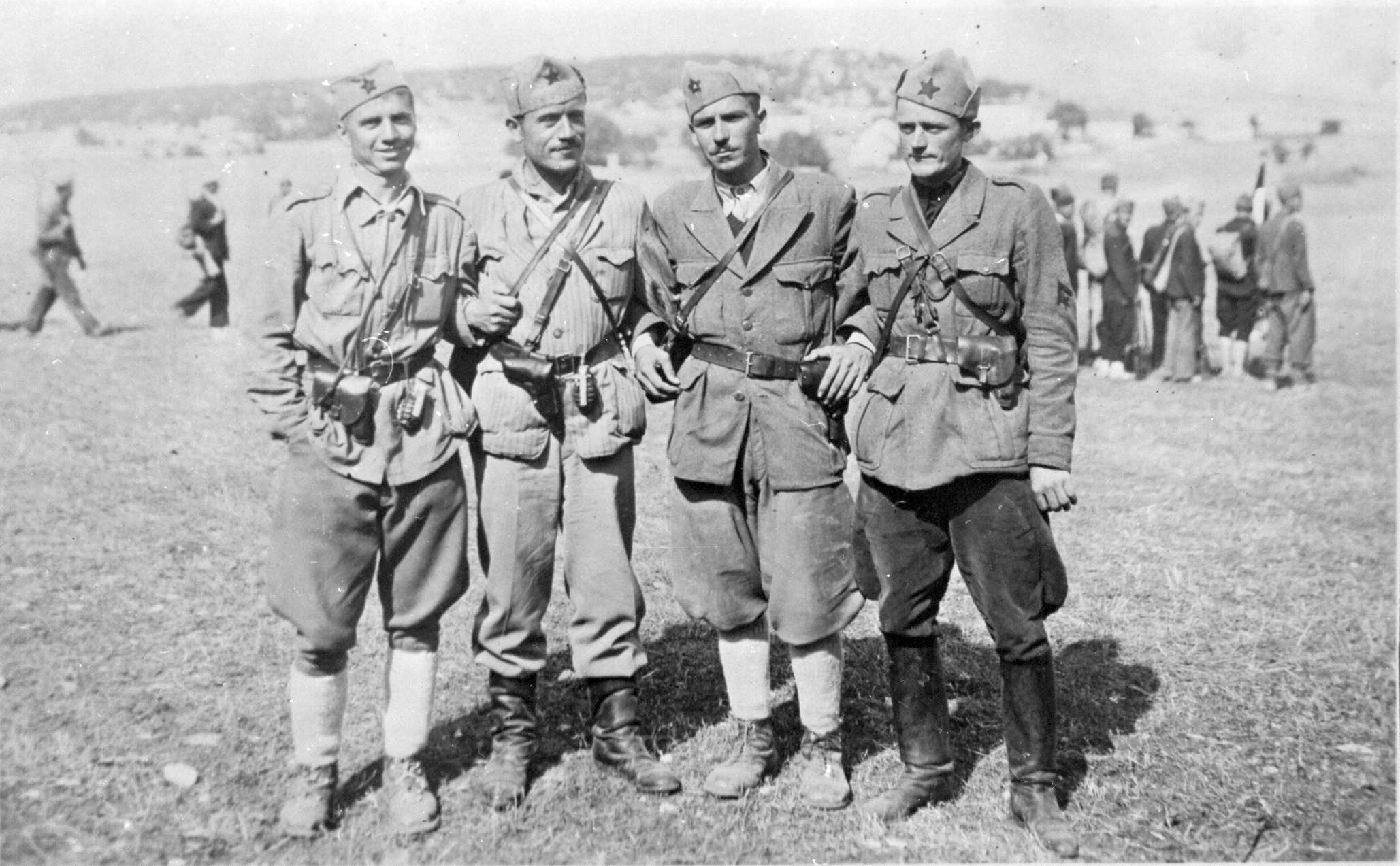
Quattro comandanti partigiani; il secondo da sinistra è Pero Cetković, il primo comandante della 3ª Divisione d'assalto.

La 3ª Divisione d'assalto venne impegnata in azione per la prima volta dopo la sua costituzione a fine novembre e inizio dicembre 1942 durante la seconda fase della battaglia per Jajce dove contribuì a respingere l'offensiva delle truppe tedesche (operazione Jajce II) diretta a distruggere le formazioni partigiane del settore; dopo questo primo successo l'unità sferrò una serie di attacchi contro i presidi isolati del nemico e contro le vie di comunicazione nella Bosnia centrale.
Durante la battaglia della Neretva dell'inverno 1943, la 3ª Divisione era una delle formazioni del gruppo principale del Comando supremo, insieme alla 1ª Divisione proletaria e alla 2ª Divisione proletaria, e venne schierata al centro delle forze partigiane in movimento verso l'Erzegovina e il Montenegro. La divisione raggiunse una brillante vittoria il 16-17 febbraio 1943 conquistando Prozor e sbaragliando la guarnigione italiana della divisione "Murge"; furono i montenegrini della 5ª Brigata di Sava Kovačević e i dalmati della 1ª Brigata di Gligo Mandić che assaltarono e conquistarono la città. Non ebbero successo invece gli attacchi sferrati ripetutamente dalla divisione a Konjic difesa accanitamente dagli italiani e dai cetnici. Nella fase finale della battaglia della Neretva la 3ª Divisione d'assalto respinse i contrattacchi tedeschi a Konjic prima di superare il fiume attraverso i punti passaggio conquistati il 6-7 marzo dalla 2ª Divisione proletaria; la 3ª Divisione riuscì a portare in salvo anche i cannoni leggeri del suo reparto di artiglieria da montagna. Subito dopo il passaggio della Neretva le formazioni partigiane di Tito marciarono verso l'Erzegovina e il Montenegro e superarono la debole resistenza dei cetnici; la 3ª Divisione d'assalto combatté e vinse una dura battaglia dal 16-20 marzo 1943 contro i cetnici e liberò Nevesinje; pochi giorni dopo tuttavia, il 28 marzo, durante uno scontro nei pressi di questa città, rimase ucciso Pero Cetković, il combattivo e capace comandante della divisione.

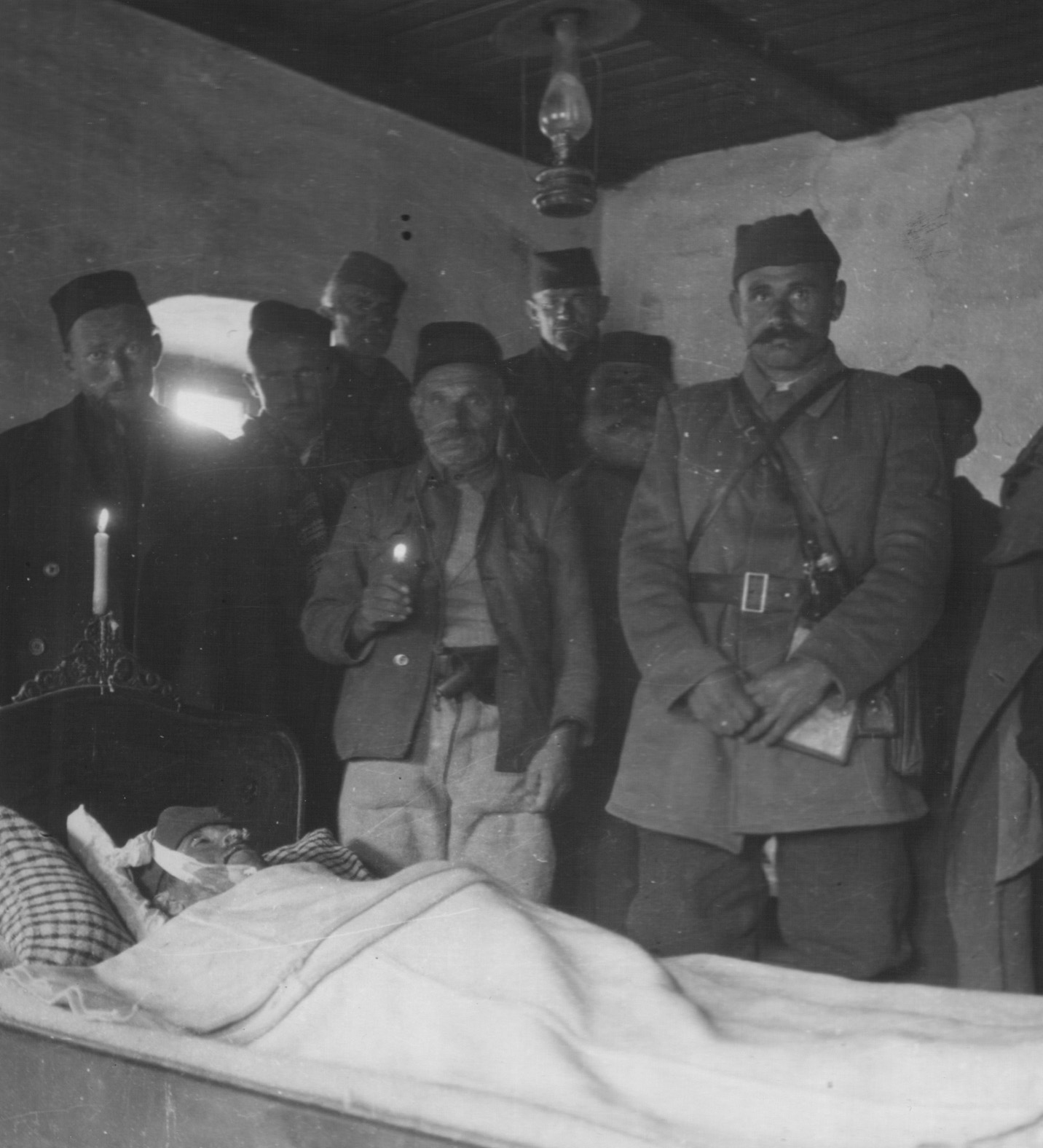
Sava Kovačević, a destra, accanto al corpo di Pero Cetković, morto il 28 marzo 1943. Kovačević sarebbe caduto a sua volta il 13 giugno 1943.

La successiva battaglia della Sutjeska, momento culminante della operazione Schwarz lanciata dagli eserciti dell'Asse il 15 maggio 1943, segnò il momento più drammatico e tragico della storia della 3ª Divisione d'assalto. Dopo una serie di scontri iniziali, le formazioni partigiane batterono in ritirata verso nord per sfuggire alla manovra d'accerchiamento tedesca e la 3ª Divisione, passata al comando di Radovan Vukanović, rimase nel secondo gruppo di divisioni impegnato soprattutto a proteggere l'ospedale centrale con i feriti e i malati. A partire dal 4 giugno la composizione della 3ª d'assalto era stata modificata, mentre la 10ª brigata erzegovese era in movimento con il primo gruppo dove era anche il quartier generale con Tito, la 3ª brigata del Sangiaccato venne aggregata alla divisione di Vukanović insieme alla 5ª brigata montenegrina e alla 1ª dalmata. La ritirata attraverso un territorio impervio e sotto i continui attacchi terrestri e aerei delle forze tedesche divenne sempre più difficile; giunta al fiume Sutjeska la 3ª Divisione sferrò dall'11 giugno l'attacco per rompere l'accerchiamento nemico ma la brigata dalmata dopo aver aperto un varco si allontanò subito verso nord e di conseguenza le altre unità della 3ª d'assalto si trovarono di nuovo bloccate. Il 13 giugno 1943 l'attacco finale si concluse con un sanguinoso fallimento; Sava Kovačević, che aveva preso temporaneamente il comando, venne ucciso, la brigata del Sangiaccato e i montenegrini furono decimati dal fuoco tedesco, i resti della divisione dovettero ritornare a sud e si dispersero in piccoli gruppi. Nella battaglia della Sutjeska la 3ª Divisione ebbe oltre 1.300 morti, quasi il 50% dei suoi effettivi.
Ai primi di settembre 1943 la 3ª Divisione d'assalto venne ricostituita con i sopravvissuti delle precedenti battaglie ed entrò a far parte del nuovo II Korpus costituito dal Comando supremo partigiano per rientrare in forze in Montenegro e Sangiaccato sfruttando la confusa situazione creatasi sul terreno dopo l'uscita dell'Italia dalla guerra. La divisione era composta, al momento della formazione del II Korpus, dalla 4ª Brigata proletaria montenegrina, dalla 5ª Brigata proletaria montenegrina e dalla 10ª Brigata proletaria dell'Erzegovina. Fino alla fine del 1943 la 3ª Divisione d'assalto, al comando di Radovan Vukanović e del commissario politico Jovo Kapičić, ottenne una serie di vittorie; i partigiani avanzarono in Montenegro, liberarono Vilusi ed entrarono in trattative con i reparti italiani che finirono in gran parte per aderire al movimento di resistenza; venne costituita la "Prima brigata partigiana Aosta" che fu posta provvisoriamente alle dipendenze della 3ª Divisione d'assalto. A metà ottobre 1943 la divisione ottenne un successo decisivo contro i comandanti cetnici del Montenegro che furono accerchiati nel Monastero di Ostrog, costretti alla resa e sommariamente fucilati su ordine del tribunale militare della 3ª Divisione d'assalto.

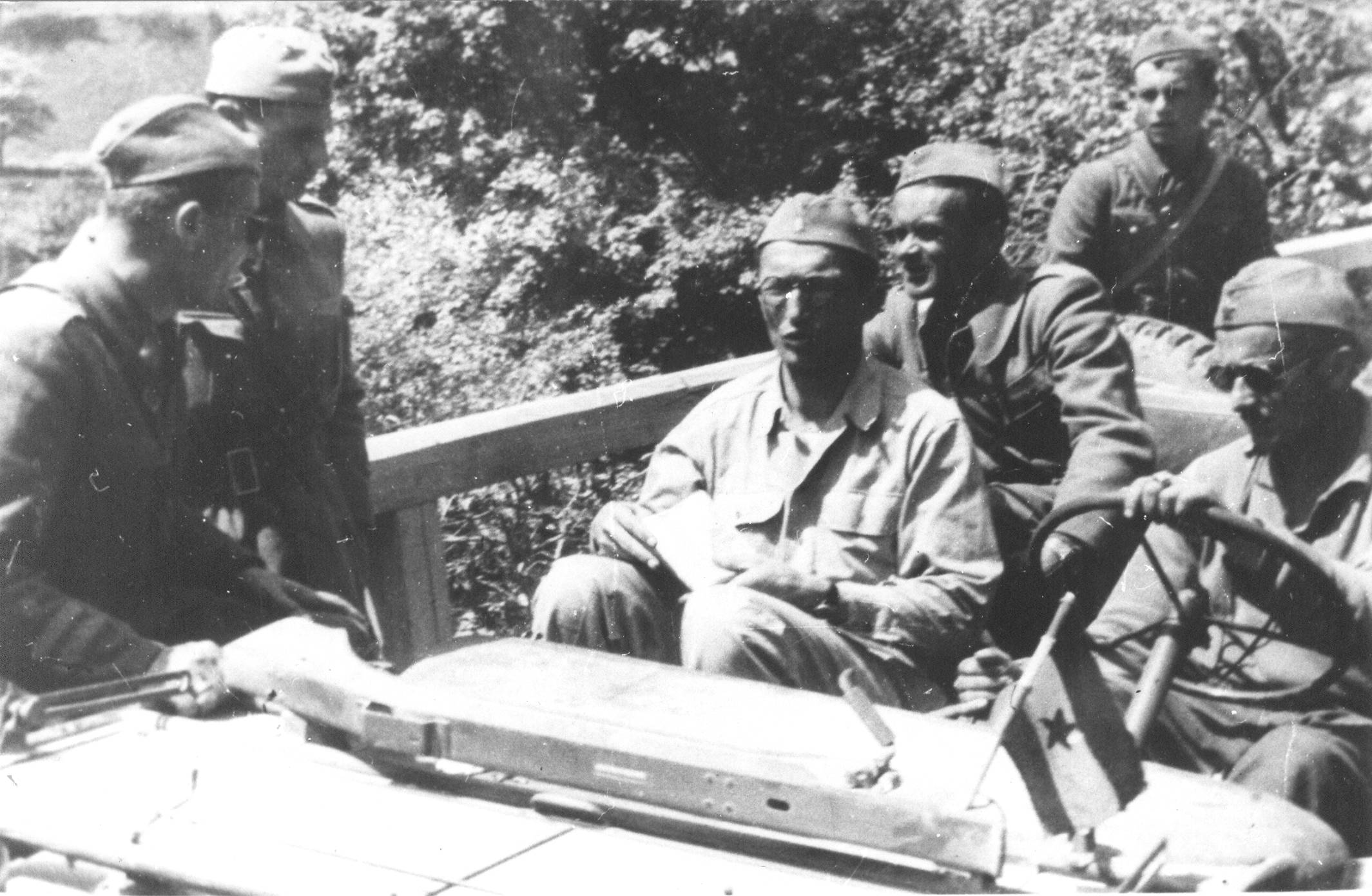
Maggio 1945: il comandante della divisione Savo Burić controlla l'avanzata dei suoi reparti nell'inseguimento finale.

Alla fine del 1943 la composizione della 3ª Divisione variò con la partenza della 10ª Brigata dell'Erzegovina e della 4ª Brigata montenegrina che furono sostituite dalla 6ª Brigata montenegrina e dalla 7ª Brigata montenegrina; l'ordine di battaglia cambiò ancora nella aprile 1944: da quel momento fino alla fine della guerra la divisione fu costituita dalla 5ª Brigata proletaria, dalla 7ª Brigata montenegrina, dalla 9ª Brigata montenegrina e da un reparto di artiglieria britannico; nel mese di aprile 1945 la grande unità venne ulteriormente rinforzata con l'aggiunta di una brigata di artiglieria.
La 3ª Divisione d'assalto trascorse quasi tutta l'ultima parte della guerra in Montenegro e Sangiaccato impegnata in accaniti combattimenti per contrastare le numerose offensive che i tedeschi sferrarono per distruggere le formazioni partigiane; in particolare durante l'operazione Kugelblitz e l'operazione Rübezahl la divisione subì pesanti perdite nel corso delle continue battaglie dall'esito alterno. Solo nell'autunno 1944 finalmente i tedeschi furono costretti ad evacuare definitivamente il Montenegro e ripiegarono in Bosnia mantenendo il controllo di Sarajevo e Mostar. Da quel momento la 3ª Divisione partecipò ai combattimenti contro il XXI Corpo d'armata tedesco che si prolungarono fino alla primavera 1945 quando i partigiani sferrarono l'offensiva finale e liberarono Sarajevo e Karlovac prima di proseguire l'avanzata verso la Croazia e la Slovenia.
Il 12 maggio 1945, alla vigilia della fine della guerra sul fronte jugoslavo, la 3ª Divisione d'assalto, insieme alla 4ª Divisione della Craina e alla 10ª Divisione della Craina, fece prigionieri nei pressi di Zidani Most i reparti tedeschi in ritirata della 7. Divisione SS "Prinz Eugen" e i superstiti della 373ª Divisione tedesco-croata.